# Louis Malle

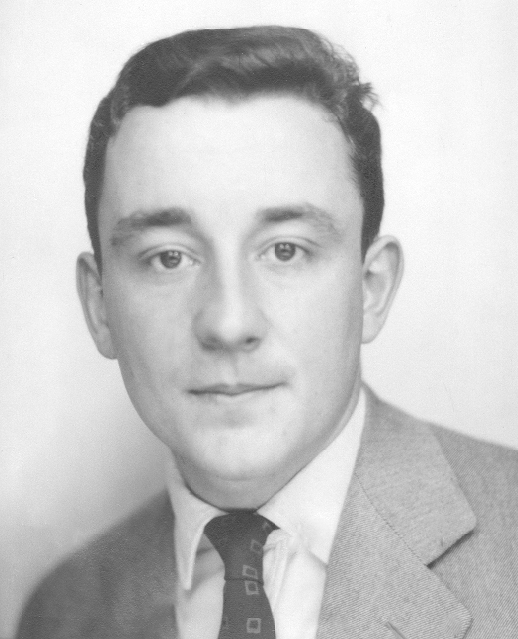
Louis Malle (1958)

Louis Malle (* 30. Oktober 1932 in Thumeries, Frankreich; † 23. November 1995 in Los Angeles, Vereinigte Staaten) war ein französischer Filmregisseur und Drehbuchautor. Er zählte zum Umfeld der Nouvelle Vague und etablierte sich ab Ende der 1950er-Jahre als einer der wichtigsten Regisseure seines Landes. Zu seinen bekanntesten Filmen zählen Fahrstuhl zum Schafott, Das Irrlicht, Atlantic City, USA und Auf Wiedersehen, Kinder.

## Leben
Louis Malle wurde 1932 in Thumeries (Département Nord) geboren. Er war das fünfte von sieben Kindern einer reichen Industriellenfamilie, in der er katholisch erzogen wurde. Im Alter von 14 Jahren machte er die ersten Aufnahmen mit der 8-mm-Kamera seines Vaters. Malle fasste bald den Entschluss, Regisseur zu werden, und verbrachte viel Zeit in Kinos. Einer seiner Brüder war der Rennfahrer und Bankier Jean-François Malle.
Trotzdem begann er zunächst ein Studium der Politikwissenschaft, wechselte dann aber im Jahr 1951 auf die Filmhochschule in Paris, die er allerdings zwei Jahre später ohne Abschluss verließ. Der Stoff sei ihm zu theoretisch. Malle ging als Kameramann und Assistent des Tiefseeforschers Jacques-Yves Cousteau mit auf eine zweijährige Forschungsreise auf der Calypso. Er lernte dort die Technik des Filmemachens, während gleichzeitig der später oscargekrönte Dokumentarfilm Die schweigende Welt entstand. Der Film gewann im Jahr 1956 außerdem als erster Dokumentarfilm die Goldene Palme bei den Filmfestspielen von Cannes. Insgesamt blieb Malle vier Jahre bei Cousteau. Nachdem bei den Unterwasseraufnahmen in den USA am gesunkenen Passagierdampfer Andrea Doria einer seiner Kollegen verunglückte und er selbst eine schwere Verletzung am Trommelfell erlitt, gab er die Arbeit als Unterwasserkameramann auf. In seinem nächsten Job war er Assistent bei Robert Bressons Ein zum Tode Verurteilter ist entflohen (1956).
Nach einigen kleinen, nicht vollendeten Projekten gelang ihm 1957 sein erster eigener Spielfilm Fahrstuhl zum Schafott, der nicht zuletzt durch den Soundtrack von Miles Davis sehr bekannt wurde. Es folgten weitere Filme wie Privatleben, Die Liebenden und Zazie. Nach einigen Kurzfilmen drehte er 1965 in Mexiko den Film Viva Maria!. Zurück in Frankreich ging er erst einmal nicht nach Paris, sondern in die französische Provinz und heiratete dort die Schauspielerin Anne-Marie Deschott. Wieder in Paris entstand 1967 Der Dieb von Paris (Le Voleur). Seine eigenen hohen Anforderungen trieben ihn jedoch in seine erste Schaffenskrise – er habe das Gefühl gehabt, dass sich alles wiederhole, und er wolle die restlichen Jahre seines Lebens nicht wieder alle zwei Jahre einen Film produzieren, sagte er. Er ließ sich scheiden, verkaufte seine Pariser Wohnung und ging nach Indien. Dort kehrte er zu seinen dokumentarischen Anfängen zurück, allerdings wiederum nicht für lange Zeit. Schließlich kehrte er in die französische Provinz zurück – ganz im Gegensatz zu seinen Kollegen der Nouvelle Vague wie François Truffaut und Jean-Luc Godard, deren Leben sich größtenteils in der Großstadt abspielte. Von 1970 bis 1973 war er mit der deutschen Schauspielerin Gila von Weitershausen liiert, die die Mutter seines Sohnes Manuel Cuotemoc ist.
Möglicherweise im Zusammenhang mit seiner familiären und kreativen Krise tauchte ein neues Thema in seinen Werken auf: Kindheit. Mit teilweise autobiografischem Hintergrund entstand Herzflimmern (1971), es folgte Lacombe, Lucien (1973) über einen jungen Kollaborateur im besetzten Frankreich. Privat hatte er zu dieser Zeit zwei Kinder mit zwei verschiedenen Frauen. Im Jahr 1976 ging er schließlich in die USA und pendelte zehn Jahre lang zwischen Südfrankreich und den USA, wo er einer der erfolgreichsten französischen Regisseure wurde. Im Jahr 1980 heiratete er in zweiter Ehe die Schauspielerin Candice Bergen. In den Vereinigten Staaten drehte er unter anderem den für fünf Oscars nominierten Kriminalfilm Atlantic City, USA mit Burt Lancaster und der damals noch am Beginn ihrer Karriere stehenden Susan Sarandon sowie den minimalistischen, hauptsächlich aus dem Gespräch zweier Freunde bestehenden Film Mein Essen mit André. Im Jahr 1986 kehrte er nach Frankreich zurück; ein Jahr später erschien sein hoch gelobter und vielfach ausgezeichneter autobiographischer Film Auf Wiedersehen, Kinder. Sein Film Verhängnis (1992) war dann der erste Film seit Das Irrlicht, dessen Handlung in der Gegenwart spielt. 1995 starb Louis Malle in den USA im Alter von 63 Jahren an einem Lymphom.

## Werk
Malle war ein wichtiger Vertreter der Nouvelle Vague, galt aber dennoch eher als Außenseiter, weil er selten in Paris war und anders als die übrigen Regisseure nicht von der theoretischen Seite kam, sondern als Praktiker und Techniker seine Filme drehte.
Charakteristisch für Malles Filme sind eine gewisse Unruhe, die Provokation und zeitliche Distanz zu den Themen bzw. Inhalten. Die meisten seiner Filme spielen in der Vergangenheit. Er legte sich dabei nicht auf ein bestimmtes Genre fest. Wiederkehrende Themen waren: Einsamkeit, Gefangensein in einer gesellschaftlichen Position/Gesellschaft, Suizid, Erfahrungen Jugendlicher mit der Welt der Erwachsenen, die Welt der Erwachsenen aus der Sicht eines Kindes, das Gefesseltsein durch eine soziale Herkunft, die Verlogenheit der Bourgeoisie, aber auch Tabuverletzungen, Beziehungen und Sexualität. Oftmals bildete ein politischer Hintergrund (zum Beispiel Mai 68, Faschismus) den Rahmen für die Handlung. Seine Filme handeln meist von Figuren, gefangen im Netz des Schicksals.
Für Malle war der Film Der Dieb von Paris (Le Voleur) ein Schlüsselwerk, weil dieser sein Verhältnis zum Filmemachen widerspiegelt: Malle konnte nicht anders, er konnte niemals damit aufhören.

## Filmografie (Auswahl)
- 1956: Die schweigende Welt (Le Monde du silence) – Regie (Dokumentarfilm)
- 1958: Fahrstuhl zum Schafott (L’Ascenseur pour l’échafaud) – Regie und Drehbuch
- 1958: Die Liebenden (Les Amants) – Regie, Drehbuch und Produktion
- 1960: Zazie (Zazie dans le Métro) – Regie und Filmmanuskript
- 1962: Privatleben (Vie privée) – Regie und Drehbuch
- 1963: Das Irrlicht (Le Feu follet) – Regie und Drehbuch
- 1965: Viva Maria! (Viva Maria!) – Regie, Drehbuch und Produktion
- 1967: Der Dieb von Paris (Le Voleur) – Regie, Drehbuch und Produktion
- 1968: Außergewöhnliche Geschichten (Histoires extraordinaires) – Regie und Drehbuch
- 1969: Moneten fürs Kätzchen (La Fiancée du pirate) – Darsteller
- 1969: Kalkutta (Kalkutta) – Regie, Drehbuch und Kamera (Dokumentarfilm)
- 1971: Herzflimmern (Le Souffle au cœur) – Regie und Drehbuch
- 1974: Lacombe, Lucien (Lacombe Lucien) – Regie; Drehbuch in Zusammenarbeit mit Patrick Modiano
- 1974: Humain, trop humain – Regie, Drehbuch und Kamera
- 1974: Place de la République – Regie (Dokumentarfilm)
- 1975: Black Moon – Regie, Drehbuch und Produktion
- 1978: Pretty Baby – Regie, Drehbuch und Produktion
- 1980: Atlantic City, USA (Atlantic City) – Regie
- 1981: Mein Essen mit André (My Dinner with André) – Regie
- 1984: Crackers – Fünf Gauner machen Bruch (Crackers) – Regie
- 1984: Alamo Bay – Regie und Produktion
- 1986: God’s Country – Regie, Drehbuch und Kamera (Dokumentarfilm)
- 1986: … und das Streben nach Glück (… and the Pursuit of Happiness) – Regie, Drehbuch und Kamera (Dokumentarfilm)
- 1987: Auf Wiedersehen, Kinder (Au revoir les enfants) – Regie, Drehbuch und Produktion
- 1990: Eine Komödie im Mai (Milou en mai) – Regie und Drehbuch
- 1992: Verhängnis (Damage) – Regie und Produktion
- 1992: Das Leben der Bohème (Originaltitel: Boheemielämää / La vie de Bohème) – Darsteller
- 1994: Vanja auf der 42. Straße (Vanya on 42nd Street) – Regie und Darsteller

## DVD
- Louis Malle: Indien. Enthält auf 3 DVD Kalkutta und Phantom India. Reflexionen, Pierrot Le Fou, 2011; Französisch, deutsche Untertitel, 462 min.